# Nepomorpha

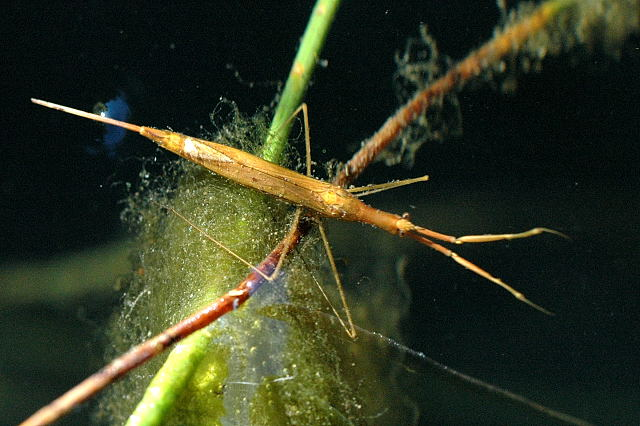
Topielnica z rodziny płoszczycowatych

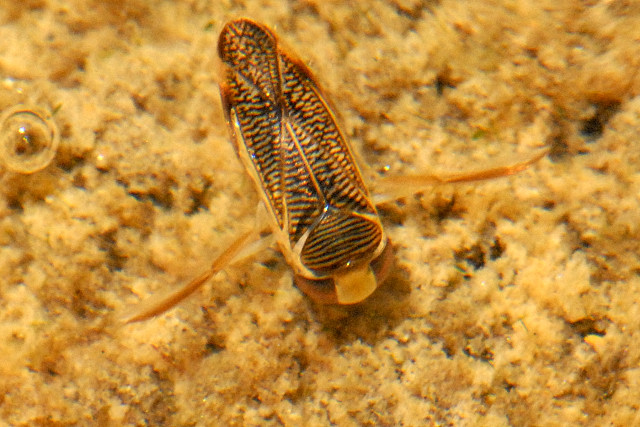
Sigara nigrolineata z rodziny wioślakowatych

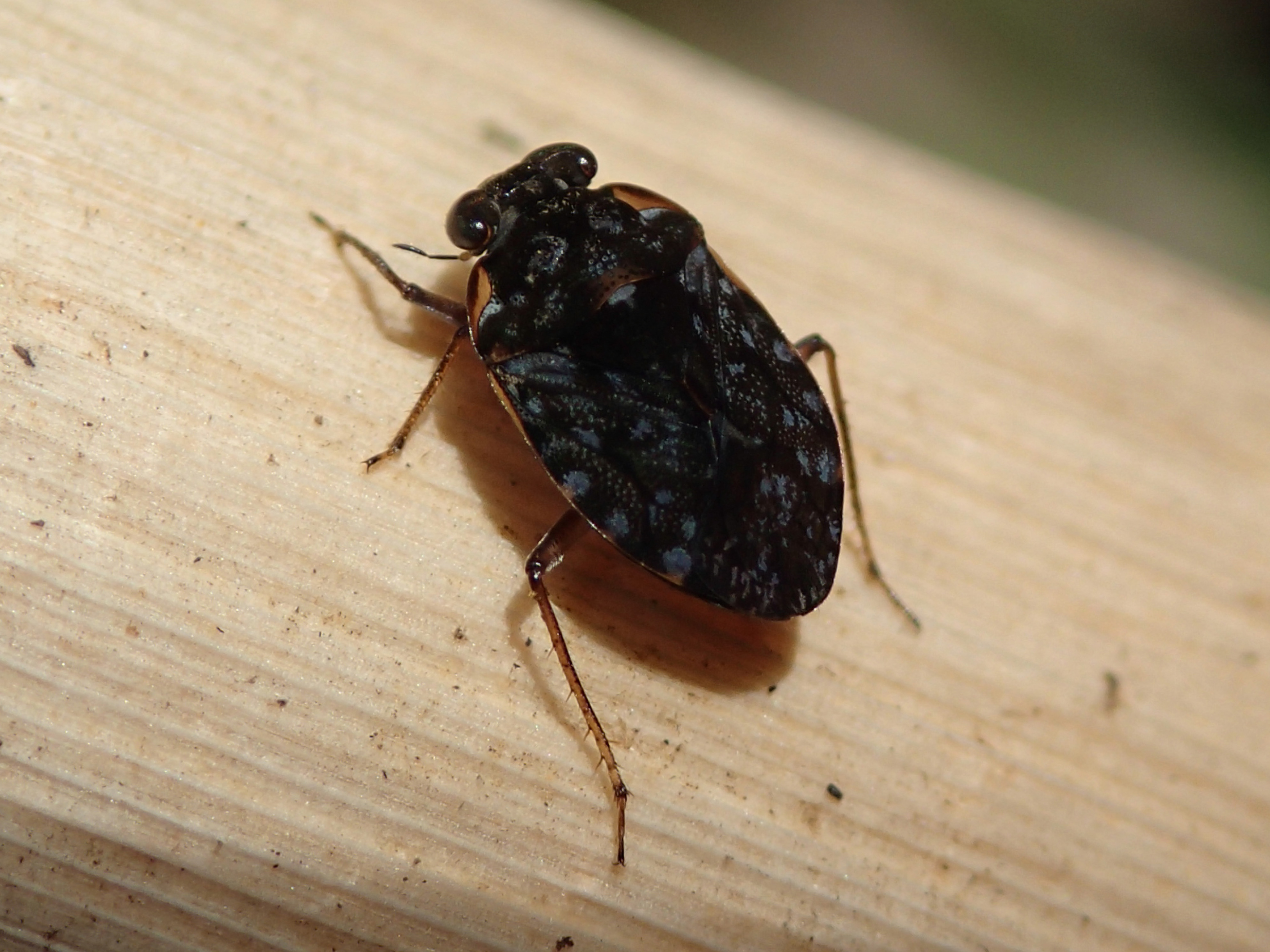
Ochterus marginatus z rodziny Ochteridae

Nepomorpha – infrarząd pluskwiaków z podrzędu różnoskrzydłych, określany mianem pluskwiaków wodnych właściwych. Obejmuje ponad 2400 opisanych gatunków. Znane od triasu.

## Opis
Pluskwiaki te mają ciało długości od około 1 mm do ponad 100 mm, zwykle jednolicie ubarwione, różnorodnego kształtu. Wspólną cechą prawie wszystkich Nepomorpha są silnie skrócone czułki, często ukryte pod oczami, na spodzie głowy, w rowkach lub dołkach. Od tej cechy pochodzi nazwa Cryptocerata wprowadzona w 1851 roku przez Franza Xavera Fiebera. Jedynym wyjątkiem jest tu Fischerotrephes, którego krótkoskrzydłe osobniki są całkiem bezczułkie. U pozostałych gatunków czułki złożone są z 1–4 członów, mogą być zgrubiałe lub spłaszczone, zaopatrzone w boczne wyrostki lub nie. Oczy złożone są dobrze rozwinięte, przyoczka natomiast występują tylko u Ochteroidea i Diaprepocorinae. Kłujka jest trój- lub czteroczłonowa, tylko u wioślakowatych nieczłonowana. Długie przedplecze przykrywa śródplecze i zaplecze, a u niektórych wioślankowatych także prawie całą tarczkę – u pozostałych tarczka jest dobrze widoczna. Przednie skrzydła wykształcone w półpokrywy, przy czym u Helotrephidae i pianówkowatych są w całości skórzaste, przypominając pokrywy. Pluskwiaki z tego infrarzędu wykazują polimorfizm skrzydłowy. Wyróżnia się pięć stopni rozwinięcia skrzydeł: długoskrzydły, submakropteryczny, koleopteroidalny, krótkoskrzydły i stafylinoidalny, jednak wszystkie 4 ostatnie bywają określane w uproszczeniu jako formy krótkoskrzydłe.

## Biologia i ekologia
Większość gatunków żyje w toni wodnej, a jedynie Ochteroidea na wilgotnych brzegach wód.
Samice składają jaja pojedynczo lub w grupach, pod wodą, nad jej powierzchnią, a nawet w oddaleniu od niej. Jaja mogą być składane na podłożu pokładełkiem ustawionym poziomo lub pionowo, składane do wewnątrz substratu (np. tkanek roślinnych) albo osiadać na dnie zbiornika. Wiele gatunków przykleja jaja do substratu.
Stadiów larwalnych jest zwykle pięć, rzadko cztery. Przypominają owady dorosłe i pobierają ten sam rodzaj pokarmu. Większość gatunków jest wyłącznie drapieżna. Jedynie wioślakowate żywią się materią organiczną (głównie jednokomórkowcami), zebraną za pomocą przednich odnóży z zanurzonych obiektów i dna zbiornika. Łupem drapieżców padają rozmaite bezkręgowce wodne, a nawet kręgowce: ryby, płazy i słodkowodne węże – ofiary niekiedy wielokrotnie większe niż drapieżca.

## Znaczenie
Jako często występujące drapieżniki, Nepomorpha odgrywają kluczową rolę w obiegu energii w ekosystemach słodkowodnych. Ograniczają populacje bezkręgowców o znaczeniu medycznym jak krwiopijne muchówki i niektóre ślimaki, w związku z czym rozważa się użycie ich do biologicznej kontroli tychże. W niektórych krajach stanowią pokarm człowieka, np. w Meksyku spożywa się dorosłe pluskolcowate i wioślakowate. Niekiedy wywołują szkody w hodowlach ryb, żerując na ikrze i narybku. Z drugiej strony same, po wysuszeniu, używane są jako składnik karmy dla ryb i drobiu.

## Systematyka
Istnieją różne ujęcia systematyki Nepomorpha. Według Paraneoptera Species File infrarząd podzielony jest na 5 nadrodzin i 11 rodzin:
- Corixoidea
  - Corixidae – wioślakowate
- Naucoroidea
  - Aphelocheiridae
  - Naucoridae – żyrytwowate
  - Potamocoridae
- Nepoidea
  - Belostomatidae
  - Nepidae – płoszczycowate
- Notonectoidea
  - Helotrephidae
  - Notonectidae – pluskolcowate
  - Pleidae – pianówkowate
- Ochteroidea
  - Gelastocoridae
  - Ochteridae

Z kolei na BioLib.cz znaleźć można podział na 7 nadrodzin i 11 rodzin:
- Aphelocheiroidea Fieber, 1851
  - Aphelocheiridae Fieber, 1851
  - Potamocoridae
- Corixoidea Leach, 1815
  - Corixidae Leach, 1815
- Naucoroidea Leach, 1815
  - Naucoridae Leach, 1815
- Nepoidea Latreille, 1802
  - Belostomatidae Leach, 1815
  - Nepidae Latreille, 1802
- Notonectoidea Latreille, 1802
  - Notonectidae >Latreille, 1802
- Ochteroidea Kirkaldy, 1906
  - Ochteridae Kirkaldy, 1906
  - Gelastocoridae Kirkaldy, 1897
- Pleoidea Fieber, 1851
  - Pleidae Fieber, 1851
  - Helotrephidae Esaki & China, 1927